# 文西特 (密蘇里州)
文西特（英語：Vincit）是位於美國密蘇里州鄧克林縣的非建制地區。

## 歷史
文西特的郵局於1880年設立，其後於1909年停運。

## 地理
文西特所處的海拔為高於海平面77米（即253英呎），而該地所採用的時區為UTC-6，即北美中部時區（CST）。同時該地設有夏令時間，為UTC-6調快一小時，即UTC-5（CDT）。